# Макарово (Николаевская область)
Макарово (укр. Макарове) — село в Братском районе Николаевской области Украины.
Население по переписи 2001 года составляло 30 человек. Почтовый индекс — 55452. Телефонный код — 5131. Занимает площадь 0,248 км².

## Местный совет
55452, Николаевская обл., Братский р-н, с. Ульяновка, ул. Гагарина, 3